# ダブルフェイス (テレビドラマ)
『ダブルフェイス』は2012年10月、TBS・WOWOWの共同制作で2局同時期に放送されたスペシャルドラマ。

## 概要
2002年公開の香港映画、アンディ・ラウ、トニー・レオンのダブル主演『インファナル・アフェア』をモチーフとした作品。麻薬密売組織に潜入する捜査官と警察官に成りすまし組織に情報を流すスパイをそれぞれ主人公とし、警察と犯罪組織が繰り広げる攻防や二人の宿命的な出会いと闘いを描く。西島秀俊主演の前編『ダブルフェイス 潜入捜査編』（ダブルフェイス せんにゅうそうさへん）はTBSで「月曜ゴールデン特別企画」として2012年10月15日 21:00 - 22:54（JST）に、香川照之主演の後編『ダブルフェイス 偽装警察編』（ダブルフェイス ぎそうけいさつへん）はWOWOWで2012年10月27日 20:00 - 21:50（JST）に初放送され、のちにTBS・WOWOW両局で両編ともに再放送されている（詳細は放送時間の節を参照）。
キャッチコピーは「ヤクザの幹部、実は潜入捜査官。」、「エリート警察官、実はヤクザの潜入員。」。
BS放送局のWOWOWと民放地上波放送局の本格的なコラボレーションは初の試みであり、スポーツドキュメンタリー番組『壮絶…封印された過去 私はなぜやめたのか・涙と後悔…伝説の引退SP』『伝説の引退スペシャル〜世界のトップアスリート、引き際の真実〜』を含めた、ドラマとドキュメンタリーの2ジャンルに及ぶダブルコラボレーション企画となっている。TBS・WOWOW両社間の人事交流を契機に「いつか一緒に番組を作りたい」と可能性を探ってきた結果、2年半がかりで企画が実現した。共同制作の実現により、制作費を削減しながらも豪華なキャスト陣、映画撮影並みの機材、通常の倍以上のスタッフを揃えることが可能となった。また、ドラマWなどのオリジナルドラマを制作するWOWOWの認知度を高める機会にもなった。
『偽装警察編』は、2013年 日本民間放送連盟賞 番組部門 テレビドラマ番組優秀賞を受賞。
『潜入捜査編』『偽装警察編』共に東京ドラマアウォード2013 単発ドラマ部門でグランプリを獲得した。

## あらすじ

### 潜入捜査編
ヤクザの幹部として潜り込み、麻薬取引を捜査する潜入捜査官。
森屋純は、指定暴力団織田組に6年間も潜入捜査をしている神奈川県警の警察官。そのことを知るのは、直属の上司・小野寺力警視正のみ。森屋はヤクザと潜入捜査官という長年の二重生活に加え、正体が露見し殺害される恐怖による苦痛から任を解かれる事を切望していた。
森屋はタイのマフィアとの麻薬取引の情報を小野寺に漏洩させるが、県警内部に組長織田が送り込んだスパイ・高山亮介警部が警察の捜査情報を織田に流し、警察とヤクザの間で情報戦が展開される。結果、麻薬取引は失敗し、組員は証拠不十分で全員釈放され、両者痛み分けになった。このことで双方の内部に犬（内通者）の存在が明らかになった。織田組に買収された刑事がいると踏んだ小野寺は森屋に、潜入捜査官が組内部にいると踏んだ織田は高山に犬の正体を探らせる。
森屋の唯一の安らぎは、偶然知り合った精神科医の西田奈緒子のカウンセリングだった。森屋は奈緒子に、自分の正体を「友達の話」として語り、元に戻ったら乾杯しようと約束する。時を同じくして、森屋は麻薬取引に織田が関与している決定的な証拠を掴むが、弟分のヒロシが潜入捜査官の疑いをかけられ、織田や組員らに拷問を受けてしまう。半殺しの目に遭いながらも拷問に耐えたヒロシに、森屋はカタギになるよう言い聞かせる。翌日、森屋はあるビルの屋上で小野寺と密会し、ようやく潜入の任務から解放される見込みとなった。しかし、小野寺の動向を探り潜入捜査官と密会することを察知した高山からの連絡を受けた織田は、組員たちを差し向ける。小野寺の機転でビルから脱出した森屋だが、小野寺は組員に捕らえられリンチの末に惨殺された。さらに逃走を図る組員と警察との銃撃戦の中で、更生を促したヒロシも致命傷を負ってしまう。森屋の正体に気づいていたような言葉を残して息を引き取ったヒロシを残し、森屋は1人夜の闇の中へ消えて行った…。

### 偽装警察編
エリート警察官でありながら、ヤクザに情報を流すスパイ。
身寄りもなく荒んだ少年時代を過ごしていた高山は、ヤクザ相手にも怯まない勇気を見込まれて織田大成に拾われ、親と子の関係として育てられた。大学法学部を卒業した高山は、織田からヤクザとしてではなく刑事になって組を手助けするよう進言され、神奈川県警察学校に入校。その中でも一際頭角を表し始め、警察官として正式配属後も出世して警部の地位にまで上り詰めた。
小野寺の殉職後、高山は小野寺の動きを捕捉しておきながら報告しなかったことを岡崎ら組織犯罪対策課の刑事から責め立てられ、同時に織田からも新たな命令を受ける。それは厚生労働大臣で代議士の娘・末永万里に接近し関係を持つことだった。偶然もあって万里と同居を開始した高山だったが、織田からはさらに万里を薬漬けにするよう命令される。高山も警官とヤクザの二重生活に揺れていたが、父親に抗う生き方をする万里と接した高山はある決断をする。
警備部長・菅原から、潜入捜査官を捕捉・救出するためのデータ解析を命じられた高山は、殉職した小野寺の遺品のパソコンや携帯電話から潜入捜査官の登録データにアクセスするが、高山はパスワードがわからずログインできない。そこで、携帯電話の通話記録から死の直前に連絡を取っていた人物に電話をかけた。小野寺と弟分のヒロシを亡くした森屋は、刑事に戻る術を失い、奈緒子にも連絡を取らず抜け殻のような日々を過ごしていたが、死んだはずの小野寺からの電話を受ける。警戒しながらも電話を取った森屋は、ついに高山と接触する。
高山は小野寺の後継者として森屋と手を組み、小野寺の仇を取るべく織田に罠を仕掛ける。対立する組を潰し勢力拡大を狙う織田は海外マフィアと薬物取引を行うが、森屋からの情報を得た高山が送り込んだ突入部隊によって組員の殆どが逮捕されてしまう。高山が自分を裏切ったことを察した織田は「自分の親を殺すのか」と詰め寄るが、高山は銃を向け「自分の道は自分で決める」と、かつて織田から贈られた言葉をそのまま返し、織田を射殺する。織田組壊滅の功労者として、岡崎らからの信頼も回復した高山は改めて森屋と向き合い、警察官の身分を戻してやると約束する。しかし、高山が席を立っている間に森屋は高山が織田組のスパイであることに気づき、県警本部から姿を消す。高山もまた森屋に正体を知られたと気づき、登録データを削除、織田殺害の犯人に仕立てて指名手配する。
森屋は奈緒子に連絡し、高山との最後の対決に挑む。

## キャスト

### 主要人物（潜入者）
- 森屋 純 - 西島秀俊

表の顔は織田組若頭補佐、裏の顔は神奈川県警刑事部組織犯罪対策本部潜入捜査官、階級は警部補。
- 高山 亮介 - 香川照之（少年期：藤井貴規／偽装警察編のみ）

表の顔は神奈川県警刑事部捜査一課情報解析係主任、劇中で警備部公安一課に異動。階級は警部、裏の顔は織田組の構成員。

### 織田組
- 織田 大成（織田組組長）- 小日向文世
- 麗子（織田の妻）- 伊藤かずえ
- ヒロシ（森屋の弟分） - 伊藤淳史／偽装警察編は回想のみ
- ほか組員 - 田久保宗稔、平山祐介、深水元基、松本実

### 神奈川県警
- 小野寺 力（組織犯罪対策本部長・警視正） - 角野卓造／偽装警察編は回想のみ
- 菅原（警備部長） - 平田満
- 岡崎（組織犯罪対策課刑事） - 堀部圭亮
- 堺 俊彦（捜査一課情報解析係刑事） - 高橋光臣
- ほか刑事 - 岡本光太郎、橋本禎之、栗田桃子、渡邉紘平、岡田卓也

### その他
- 西田 奈緒子（精神科医） - 和久井映見
- 末永 万里（末永代議士の娘、フリーター） - 蒼井優／偽装警察編のみ
- 末永代議士の秘書 - 田中要次／偽装警察編のみ
- 武藤（黒辰会） - 北見敏之／偽装警察編のみ
- 佐野（コンビニ店長） - 田中聡元／偽装警察編のみ

## スタッフ
- 特別協力 - ワーナー・ブラザース・テレビジョン
- 脚本 - 羽原大介
- 音楽 - 菅野祐悟
- 監督 - 羽住英一郎
- VFXスーパーバイザー - 小田一生
- アクションコーディネーター - 諸鍛冶裕太
- カースタント - スーパードライバーズ(雨宮正信、野呂慎治、川上敏夫)
- ガンエフェクト - BIGSHOT
- 操演 - スプリーム・エフェクト
- VFX・CG - ナイス・デー、コロビト、KIスタジオ、すたじおTETO、トレスアミーゴズ
- 技術協力・ポスプロ - IMAGICA
- 美術協力 - テレビ朝日クリエイト、舞クリエーション
- 装飾 - 京映アーツ
- スタジオ - 東宝スタジオ
- 企画 - 田代秀樹(TBS)
- エグゼクティブプロデューサー - 佐々木卓(TBS)、仲澤雅彦（WOWOW）
- プロデューサー - 渡辺信也、井上衛（WOWOW）、森川真行・渡邉義行（ファイン）、森井輝（ロボット)
- 制作協力 - ファインエンターテイメント
- 製作 - TBS・WOWOW

## 放送時間
※すべてJST
潜入捜査編
（TBS）2012年10月15日 21:00 - 22:54、「月曜ゴールデン特別企画」。視聴率·13.4％。
（WOWOW）2012年12月23日 16:00 - 17:40
（TBS）2013年1月3日 16:00 -
（TBS）2014年3月24日 21:00 - 22:54、「東京ドラマアウォードグランプリ受賞作品」として
偽装警察編
（WOWOW）2012年10月27日 20:00 - 21:50
（WOWOW）2012年12月23日 17:40 - 19:30、『潜入捜査編』との一挙放送。
（TBS）2013年1月5日 21:00 - 23:18、「新春ドラマ特別企画」。本編開始前に、羽住監督編集による『潜入捜査編』ダイジェストを放映。視聴率·11.4％。
（TBS）2014年3月31日 21:00 - 22:54、「東京ドラマアウォードグランプリ受賞作品」として

## インファナル・アフェアと本作の相違点
- キャスト
  - 森屋純/原作のヤン
    - ヤンは、表向き警察学校を退学処分という扱いだったが、マフィアの家系だったことと成績優秀な面から密かに警察官としての身分として潜入捜査官となるが、森屋は警察官として勤務中に潜入捜査官に任じられている。

  - 高山亮介/原作ラウ
    - ラウは他の兄弟分と同様警察学校に入校するが、高山は織田から直々に警察官になるよう進言されている。
    - 高山は独身1人住まいだが、ラウはマリーと婚約中。

  - 小野寺力警視正/原作のウォン警視
  - 織田大成/原作のサム
  - ヒロシ/原作のキョン
  - 西田奈緒子/原作のドクター・リー
  - 末永万里/原作のマリー
    - 高山と恋人ではないが、ラウは原作のマリーと結婚を控えており、マリーは小説家・最後録音された音声により破局するのは同じ。
    - 原作では本作とは違い、代議士を手玉にする手法やその娘に目をつけて最終的に薬漬けにするようなシーンもない。

  - 堺俊彦/原作のラム刑事

- 設定
  - 神奈川県警警備部公安一課[6](内務調査課)/香港警察内務調査課
  - 神奈川県警刑事部組織犯罪対策課/香港警察組織犯罪課
  - 神奈川県警刑事部捜査一課情報解析係/香港警察情報解析課

- シーン
  - 森屋と高山の初対面はとあるビルの軒下で雨宿りする場面/ラウがオーディオの買い物へ店へ行ったところ取立てがてら店員をしてたところで交流する。
  - 本作では高山が織田へのメールのみで情報漏洩が露見/ラウがサムへ無線周波数をメールで連絡しさらに別の無線周波へ変えて連絡不能となったところでラヴが指定地域の全てのケータイに1通のメールを送っている。
  - 医師の西田奈緒子と小説家乃末永万里が取材と称して顔合わせしているが、ドクター・リーとマリーは一度も顔合わせしておらず、マリーはそのままフェードアウトする。